# 朱洪元
朱洪元（1917年2月8日—1992年11月4日），男，江苏宜兴人，中国理论物理学家，中国科学院院士。曾任中国科学院高能物理研究所研究员、副所长。

## 生平
1939年毕业于同济大学。1948年获英国曼彻斯特大学哲学博士学位。1980年当选为中国科学院学部委员（院士）。